# 25. јануар
25. јануар је двадесет пети дан у години у Грегоријанском календару. 340 дана (341 у преступним годинама) остаје у години после овог дана.

## Догађаји
- 750 — Абасидски побуњеници су поразили Омејадски калифат у бици на Забу, што је довело до смене династија.
- 1533 — Ана Болен, која је већ била трудна са будућом краљицом Елизабетом, се потајно удала за енглеског краља Хенрија VIII.
- 1831 — Пољски парламент (Сејм) прогласио је независност Пољске и свргнуо руског цара Николаја I с пољског престола. Велики део Варшавског војводства, под називом Пољско краљевство прикључен је 1815. Русији, а руски цар постао је и краљ Пољске. Руси су у септембру угушили пољски устанак, укинут је устав и распуштен Сејм.
- 1874 — Сима Лозанић је постао редовни професор на катедри за хемију и хемијску технологију на Великој школи у Србији.
- 1899 — У Пожаревачком затвору је умро српски револуционар и публициста Васа Пелагић, један од првих поборника идеје социјализма у Србији и на Балкану. Био је плодан и популаран писац, а радови објављени за његовог живота штампани су у 250.000 примерака.
- 1904 — У Београду је почео да излази дневни лист Политика.
- 1916 — Црногорска војска је капитулирала у Првом светском рату, што је де факто био крај постојања Краљевине Црне Горе.
- 1924 — У француском граду Шамони отворене су прве зимске Олимпијске игре.
- 1942 — Тајланд је у Другом светском рату објавио рат Великој Британији и САД.
- 1961 — Председник САД Џон Кенеди одржао је у Стејт департменту у Вашингтону прву конференцију за новинаре коју је телевизија преносила уживо. Кенеди је одговорио на 31 питање.
- 1971 — Генерал Иди Амин је војним ударом оборио с власти председника Уганде Милтона Оботеа и потом се прогласио за председника.
- 1983 — Кинеске власти су преиначиле у доживотну робију смртну казну изречену истог дана 1981. Мао Цедунговој удовици Дјанг Ћин.
- 1987 — Избио је пожар у фабрици прехрамбеног комбината Агрокомерц, што је био повод за почетак афере Агрокомерц.
- 1991 — Скупштина (Собрање) Македоније је усвојила декларацију о независности и платформу за преговоре о будућности Југославије.
- 1996 — Парламентарна скупштина Савета Европе примила је Русију у чланство те организације и поред оштрих критика због руског војног ангажовања у Чеченији.
- 1999 — У серији земљотреса у Колумбији, који је погодио регију узгајивача кафе, погинуло је око 2.000 људи, а стотине хиљада остало је без домова.
- 2000 — Припадници Сфора ухапсили су у Вишеграду Митра Васиљевића оптуженог за ратне злочине почињене током рата у Босни и Херцеговини (1992—95).
- 2001.
  - ДОС формирао Владу Србије, прву после десетогодишње власти СПС-а.
  - Израелски и палестински преговарачи су саопштили да су постигли известан успех у преговорима око граница будуће палестинске државе.
- 2006 — Одржани избори за Палестинско законодавно веће.
- 2007 — Светиславу Басари додељена 52. НИН-ова награда за роман „Успон и пад Паркинсонове болести“.
- 2011 — Почео је први талас Египатске револуције, која је на крају довела до уклањања Хоснија Мубарака после скоро 30 година власти.

## Рођења
- 1759 — Роберт Бернс, шкотски песник. (прем. 1796)[1]
- 1874 — Самерсет Мом, енглески књижевник. (прем. 1965)[2]
- 1882 — Вирџинија Вулф, енглеска књижевница. (прем. 1882)[3]
- 1905 — Сава Ковачевић, учесник Народноослободилачке борбе и народни херој Југославије. (прем. 1943)[4]
- 1923 — Еуген Вербер, српски и југословенски глумац, књижевник, преводилац и научни радник. (прем. 1995)[5]
- 1938 — Ета Џејмс, америчка певачица. (прем. 2012)[6]
- 1942 — Еузебио, португалски фудбалер. (прем. 2014)[7]
- 1943 — Тоб Хупер, амерички редитељ, сценариста и продуцент. (прем. 2017)[8]
- 1944 — Радоје Чоловић, црногорски хирург, академик и редовни члан Одељења медицинских наука Српске академије наука и уметности.[9]
- 1947 — Тостао, бразилски фудбалер.[10]
- 1958 — Дивна Карлеуша, српска новинарка и радијска водитељка. (прем. 2019)
- 1958 — Зоран Цвијановић, српски глумац и продуцент.[11]
- 1961 — Драган Коновалов, југословенски боксер.[12]
- 1972 — Чантал Андере, мексичка глумица и певачица.[13]
- 1975 — Ана Стефановић, српска глумица.[14]
- 1977 — Стефан Миленковић, српски виолиниста.[15]
- 1977 — Наташа Миљковић, српска новинарка и ТВ водитељка.
- 1977 — Хатем Трабелси, туниски фудбалер.[16]
- 1978 — Андрија Златић, српски стрелац.[17]
- 1978 — Денис Мењшов, руски бициклиста.[18]
- 1980 — Чави Ернандез, шпански фудбалер и фудбалски тренер.[19]
- 1981 — Алиша Киз, америчка музичарка и музичка продуценткиња.[20]
- 1981 — Тоше Проески, македонски музичар. (прем. 2007)
- 1982 — Никола Оташевић, српски кошаркаш и кошаркашки тренер.[21]
- 1983 — Ивана Бркљачић, хрватска атлетичарка.[22]
- 1983 — Слободан Никић, српски ватерполиста.[23]
- 1984 — Штефан Кислинг, немачки фудбалер.[24]
- 1984 — Робињо, бразилски фудбалер.[25]
- 1985 — Тајра Бенкс, америчка порнографска глумица.
- 1987 — Ивана Вуковић, српска глумица.
- 1987 — Марија Кириленко, руска тенисерка.[26]
- 1988 — Татјана Головин, француска тенисерка.[27]
- 1990 — Бобана Момчиловић Величковић, српска стрелкиња. (прем. 2020)[28]
- 1999 — Никола Мишковић, српски кошаркаш.[29]

## Смрти
- 381 — Атанарих, краљ Визигота.[30]
- 477 — Гејсерих, краљ Вандала и Алана (428—477), оснивач Вандалске краљевине у северној Африци.[31]
- 1947 — Ал Капоне, амерички гангстер. (рођ. 1947)[32]
- 1955 — Артур Дафи је био амерички атлетичар[33]
- 1978 — Скендер Куленовић је био писац босанско-херцеговачког порекла. (рођ. 1910)
- 1987 — Предраг Милосављевић, српски сликар. (рођ. 1908)[34]
- 1987 — Асим Ферхатовић, југословенски и босанскохерцеговачки фудбалер. (рођ. 1933)[35]
- 1990 — Ава Гарднер (Луси Џонсон), америчка филмска глумица. (рођ. 1922)[36]
- 1997 — Никола Кољевић, српски књижевник и политичар. (рођ. 1936)[37]
- 1999 — Роберт Шо, амерички диригент. (рођ. 1916)[38]
- 2004 — Љубомир Драшкић Муци, српски позоришни, телевизијски и филмски режисер. (рођ. 1937)[39]
- 2006 — Борислав Ћорковић, кошаркашки тренер. (рођ. 1933)
- 2007 — Илија Стојановић, редовни професор универзитета и академик. (рођ. 1924)
- 2015 — Павле Минчић, глумац, сатиричар, хумориста, певач и пијаниста. (рођ. 1931)[40]
- 2015 — Демис Русос, грчки поп и рок певач. (рођ. 1946)
- 2017 — Џон Херт, енглески глумац. (рођ. 1940)[41]
- 2019 — Душан Макавејев, српски режисер и сценариста. (рођ. 1932)[42]
- 2019 — Никола Митић, југословенски и српски баритон. (рођ. 1938)[43]

## Празници и дани сећања
- Српска православна црква слави:
  - Свету мученицу Татијану
  - Светог мученика Петра Авесаламита
  - Млекопитателницу
  - Преподобну Мати Теодору